# Bristol Cars
La Bristol Cars era una casa automobilistica britannica che produceva auto sportive di lusso con sede a Filton nelle vicinanze di Bristol, Inghilterra.

## Storia

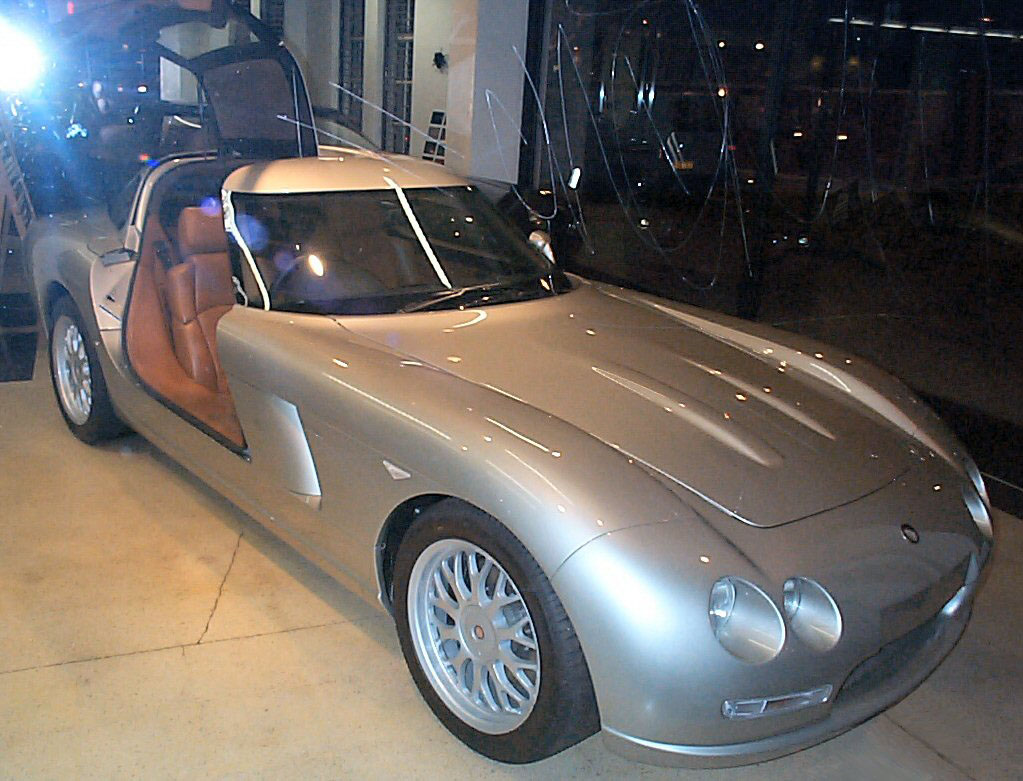
Una Bristol Fighter

Nacque nel 1947 da un accordo tra l'azienda aeronautica Bristol Aeroplane Company con la casa automobilistica AFN Ltd., nota per produrre le vetture sportive Frazer Nash.
Il sodalizio ebbe inizio grazie agli esuberi di forza lavoro che l'industria aeronautica ebbe al termine della seconda guerra mondiale;  l'inizio dell'attività avvenne con la produzione della Bristol 400, un'auto sportiva ispirata alla BMW 328.
Fino al 1961 la Bristol ha equipaggiato le sue "400" e derivate ("401", "402", "403", "404", "405", "406", "450") con motori a sei cilindri in linea di chiara derivazione BMW.
Negli anni '50 venne attivata una joint venture con una seconda azienda statunitense, la Arnolt, producendo il modello Arnolt Bristol, la cui carrozzeria veniva realizzata dalla Bertone.
Il modello che segna una discontinuità tecnologica con il passato è la "407" che utilizzava motori V8 di origine Chrysler, come tutti i modelli derivati dalla medesima serie: "408", "409", "410" e "411".
Negli anni sessanta nella compagine azionaria entrò il pilota di Formula 1 Tony Crook che arrivò a controllarne la maggioranza fino al 2001, anno in cui fu ceduta a Toby Silverton. In quel decennio l'azienda curò anche l'importazione e la vendita nel Regno Unito di un certo quantitativo di esemplari di Alfa Romeo 2600 Sprint coupé, che arrivavano nel Regno Unito in componenti per essere assoggettate ad un dazio meno elevato; l'assemblaggio avveniva nello stabilimento Bristol e a richiesta potevano essere dotate di 3 carburatori doppio corpo più grandi, con circa 170 CV di potenza, quindi con prestazioni migliori di quelle già elevate della versione "normale".
Nel 1975 fu presentata la Bristol 412, una targa disegnata da Zagato, che nelle sue evoluzioni (la Beaufighter del 1980 e la cabriolet Beaufort del 1984) rimase in produzione sino al 1994.
In occasione del Salone di Londra 1976 venne presentata al pubblico la serie Bristol 603, anch'essa dotata di motori V8 Chrysler da 5,2 o 5,9 litri e completamente ridisegnata rispetto ai modelli precedenti. Da essa derivarono i modelli Britannia e Brigand, entrambi del 1982(il Brigand fu la versione sovralimentata del Britannia) e nel 1994 il nuovo tipo Blenheim, che restò in listino fino al 2008. 
La particolarità di questi modelli di Bristol fu il design, sempre analogo ai modelli precedenti e che ricordava vagamente la versione della Ford Escort degli anni settanta. Uno dei tratti distintivi fu lo sportello laterale su ciascuna fiancata, tra la portiera e il parafango anteriore, dove veniva alloggiata la ruota di scorta sul lato destro e la batteria, sul lato sinistro; tuttavia l'ubicazione di quest'ultima si rivelò poco consona poiché troppo esposta al freddo e all'umidità del piano stradale in caso di pioggia, rispetto a un più adatto collocamento all'interno del vano motore come nella maggior parte dei casi.
L'ultimo modello, la Fighter, è stato realizzato nel 2006; nel rispetto della tradizione anche la Fighter è dotata di propulsore Chrysler, ma questa volta i cilindri sono 10 ed è praticamente il medesimo della Viper. Curiosa la genesi di questo propulsore V10 di oltre otto litri di cilindrata: una volta era un motore da autocarro, poi è stato rimaneggiato dalla Lamborghini, che negli anni '80 orbitava nella galassia Chrysler, e usato con successo nelle gare dello "sportscar". La Fighter è stata disegnata calcolando la deportanza aerodinamica usando solo goniometro e regoli, e la sua linea ricorda vagamente le berlinette sportive italiane degli anni sessanta, come la Ferrari 250 GTO del 1962 e l'Alfa Romeo Giulia TZ del 1964.
Dall'inizio del 2011 a causa di una filosofia industriale piuttosto dispendiosa, l'azienda ha subito un periodo di amministrazione controllata e ben ventidue dei ventisette lavoratori della sede di Filton sono stati messi a riposo, con conseguente sospensione della produzione. Nell'aprile successivo l'azienda è stata rilevata dalla Kamkorp Autokraft, azienda parte del gruppo Frazer-Nash..
Negli ultimi anni lo standard di produzione della casa automobilistica è stato di poche unità, meno di 150 all'anno, praticamente su ordinazione e l'unico modello attualmente in produzione è la Bullet, una sportivissima roadster biposto ad altissime prestazioni il cui prezzo si aggira intorno ai £ 250.000. La Bristol Cars, essendo priva di una rete commerciale e distributiva, gestisce un unico showroom a Londra, in Kensington High Street 368-370, dove si può effettuare l'ordine e il ritiro oppure acquistare modelli d'epoca che ciclicamente vi sono esposti.
L'azienda è stata posta in liquidazione nel febbraio 2020. Il 2 novembre 2020, è stata annunciata la vendita del marchio Bristol Cars dopo che i liquidatori della Kamkorp Limited, la società "madre" della Bristol, hanno incaricato lo studio Wyles Hardy & Co di gestire la vendita di Kamkorp Autokraft Limited, che deteneva il marchio e i diritti di proprietà intellettuale della Bristol Cars Limited.

## La Bristol e la Formula 1
Tra il 1952 e il 1957 i motori Bristol (evoluzione di un modello 6 cilindri della BMW) sono stati utilizzati in Formula 1 dalle vetture Frazer Nash, ERA, Cooper e AFM.

## Ultimi modelli prodotti
- Blenheim 3/3S/3G
- Blenheim Speedster/Roadster
- Fighter
- Bullet